# 12278 Kisohinoki
12278 Kisohinoki eller 1990 WQ2 är en asteroid i huvudbältet som upptäcktes den 21 november 1990 av de båda japanska astronomerna Kazuro Watanabe och Kin Endate vid Kitami-observatoriet. Den är uppkallad efter Kisocypress.
Asteroiden har en diameter på ungefär 5 kilometer.